# Bystryj (1901)
Bystryj (ros. Быстрый) – rosyjski niszczyciel z początku XX wieku, jedna z 22 zbudowanych jednostek typu Bojkij. Okręt został zwodowany pod nazwą „Płotwa” („Плотва”) 27 października?/9 listopada 1901 roku w krajowej stoczni Zakłady Newskie w Petersburgu. W 1902 roku nazwę jednostki zmieniono na „Bystryj”. Niszczyciel został wcielony do służby w Marynarce Wojennej Imperium Rosyjskiego w 1902 roku, z przydziałem do Floty Bałtyckiej. Podczas wojny rosyjsko-japońskiej okręt został przerzucony na Daleki Wschód i wziął udział w bitwie pod Cuszimą, podczas której został samozatopiony 15 maja?/28 maja 1905 roku.

## Projekt i budowa
Okręt był jednym z 22 niszczycieli typu Bojkij zbudowanych w krajowych stoczniach, będących ulepszoną i powiększoną wersją zaprojektowanych w brytyjskiej stoczni Yarrow jednostek typu Sokoł . Zbudowany został w Zakładach Newskich w Petersburgu . Stępkę okrętu położono w 1901 roku, a zwodowany został jako „Płotwa” („Плотва”) 27 października?/9 listopada 1901 roku . W 1902 roku nazwę jednostki zmieniono na „Bystryj” .

## Dane taktyczno-techniczne
„Bystryj” był niewielkim, czterokominowym niszczycielem . Długość całkowita wynosiła 64 metry, szerokość 6,4 metra i maksymalne zanurzenie 2,59 metra. Wyporność jednostki wynosiła 350 ton. Okręt napędzany był przez dwie pionowe maszyny parowe potrójnego rozprężania o łącznej mocy 5700 KM, do której parę dostarczały cztery kotły Yarrow . Dwuśrubowy układ napędowy pozwalał osiągnąć prędkość 26 węzłów . Okręt mógł zabrać zapas węgla o maksymalnej masie 80 ton, co zapewniało zasięg wynoszący 1200 Mm przy prędkości 12 węzłów .
Uzbrojenie artyleryjskie okrętu stanowiły: umieszczone na nadbudówce dziobowej pojedyncze działo kalibru 75 mm Canet L/48 oraz pięć pojedynczych dział trzyfuntowych kalibru 47 mm Hotchkiss M1885 L/40 . Jednostka wyposażona była w jedną dziobową stałą i dwie pojedyncze obracalne pokładowe wyrzutnie torped kalibru 381 mm, z łącznym zapasem sześciu torped . Ponadto okręt mógł zabrać na pokład 12–18 min .
Załoga okrętu liczyła 62–69 oficerów, podoficerów i marynarzy .

## Służba
„Bystryj” został wcielony do służby w Marynarce Wojennej Imperium Rosyjskiego w 1902 roku . Jednostka weszła w skład Floty Bałtyckiej.
Od jesieni 1903 roku „Bystryj” znajdował się w drodze na Daleki Wschód, w składzie zespołu dowodzonego przez kadm. Andersa Wireniusa (pancernik „Oslabia”, krążowniki „Dmitrij Donskoj”, „Ałmaz” i „Aurora”, niszczyciele „Bujnyj”, „Brawyj”, „Bodryj”, „Biedowyj”, „Biezupriecznyj” i „Blestiaszczij” oraz cztery torpedowce i trzy transportowce). W trzecim dniu wojny rosyjsko-japońskiej znajdujące się na Morzu Czerwonym okręty dotarły do Dżibuti, lecz wobec ogłoszenia przez Francję neutralności musiały opuścić port i rozpoczęły powrót do kraju, osiągając Libawę w dniach 5 kwietnia?/18 kwietnia–10 kwietnia?/23 kwietnia, gdzie zespół kadm. Wireniusa został rozformowany (okręty przeszły do Kronsztadu).
Już 17 kwietnia?/30 kwietnia 1904 roku rozpoczęto formowanie nowego zespołu okrętów przeznaczonego do wysłania na Daleki Wschód, który otrzymał nazwę II Eskadry Oceanu Spokojnego (jego dowódcą został mianowany kadm. Zinowij Rożestwienski). Mimo różnicy zdań odnośnie celowości wysłania większości okrętów Floty Bałtyckiej w tak daleki rejs, 2 października?/15 października port w Libawie opuściło 28 jednostek – siedem pancerników, sześć krążowników (dwa pancerne i cztery pancernopokładowe), osiem niszczycieli i siedem okrętów pomocniczych (w późniejszym czasie Eskadrę miało dogonić jeszcze sześć–siedem niegotowych w tym momencie okrętów). Niszczyciele „Bystryj” i „Brawyj” weszły w skład zespołu pancerników kadm. Felkerzama, który tworzyły „Oslabia”, „Sisoj Wielikij” i „Nawarin”, krążownik pancerny „Admirał Nachimow” oraz transportowiec „Kitaj”. Tuż przed wejściem do Cieśnin Duńskich „Bystryj” zderzył się z „Oslabią”, odnosząc uszkodzenia dziobu i aparatu torpedowego (naprawę jednostki przeprowadzono w morzu, z wykorzystaniem specjalistów oraz parku maszynowego okrętu warsztatowego „Kamczatka”). Po dotarciu na przełomie października i listopada do Tangeru Eskadra została podzielona: zespół wadm. Rożestwienskiego udał się w dalszy rejs drogą wokół Afryki, a zespół kadm. Felkerzama popłynął przez Kanał Sueski. Niszczyciele „Bystryj”, „Brawyj”, „Bujnyj”, „Biedowyj”, „Bodryj”, „Biezupriecznyj” i „Blestiaszczij” opuściły Tanger 16 października?/29 października i 17 października?/30 października, docierając po dwóch dniach do Algieru, a 23 października?/5 listopada–24 października?/6 listopada do Bizerty, skąd wraz z krążownikiem „Swietłana” udały się do Zatoki Suda, dopływając tam 27 października?/9 listopada. Po długotrwałym postoju, wykorzystanym na uzupełnienie zapasów i bunkrowanie węgla, 8 listopada?/21 listopada zespół kadm. Felkerzama udał się w stronę Port Saidu, docierając do portu 11 listopada?/24 listopada. Niszczyciele jako pierwsze pokonały Kanał, dopływając do Suezu 13 listopada?/26 listopada; nazajutrz całość zespołu udała się w dalszy rejs, docierając 20 listopada?/3 grudnia do Dżibuti. Po uzupełnieniu zapasów paliwa i żywności 1 grudnia?/14 grudnia okręty opuściły Dżibuti i skierowały się w kierunku wyspy Nossi-bé, przeprowadzając po drodze w rejonie Komorów ćwiczenia artyleryjskie; zespół dotarł do portu 15 grudnia?/28 grudnia. Oprócz bunkrowania konieczne były naprawy i przeglądy maszyn i mechanizmów niszczycieli, gdyż w wyniku długiej, liczącej ponad 10 000 km podróży tylko stan techniczny „Biedowyja” i „Bodryja” umożliwiał samodzielne pływanie. 28 grudnia 1904?/10 stycznia 1905 roku Nossi-bé osiągnął zespół wadm. Rożestwienskiego i nastąpiło połączenie sił II Eskadry Oceanu Spokojnego. Wobec upadku Port Artur okręty rosyjskie rozpoczęły długotrwały postój na redzie Nossi-bé, przeprowadzając co jakiś czas ćwiczenia w strzelaniu i manewrowaniu. W dalszy rejs Eskadra wyszła dopiero 3 marca?/16 marca, obierając kurs na Cieśninę Malakka, wielokrotnie bunkrując węgiel na pełnym oceanie i docierając do jej wejścia 23 marca?/5 kwietnia. Podczas rejsu przez Ocean Indyjski na niszczycielach występowały liczne awarie maszyn i mechanizmów, które spowodowały konieczność wzięcia ich na hol przez transportowce. 26 marca?/8 kwietnia okręty rosyjskie minęły Singapur i dotarły 1 kwietnia?/14 kwietnia do Zatoki Cam Ranh. Stamtąd, po przeprowadzeniu wielu ćwiczeń oraz uzupełnieniu zapasów węgla i pożywienia na pokładach okrętów, między 9 kwietnia?/22 kwietnia a 13 kwietnia?/26 kwietnia Eskadra przepłynęła do Zatoki Wan Fong, gdzie dalej odbywały się ćwiczenia i zaopatrywanie jednostek. 26 kwietnia?/9 maja do Zatoki Wan Fong dopłynęła III Eskadra Oceanu Spokojnego pod dowództwem kadm. Nikołaja Niebogatowa, łącząc się z siłami Rożestwienskiego. 1 maja?/14 maja rosyjskie okręty wyruszyły w stronę Tajwanu, początkowo z niszczycielami na holu, jednak od 5 maja?/18 maja z powodu możliwego kontaktu z siłami japońskimi niszczyciele rozpoczęły rejs o własnych siłach, oznaczone na kominach zmieniającymi się co dobę znakami rozpoznawczymi.

### Bitwa pod Cuszimą
12 maja?/25 maja składająca się z 38 okrętów Eskadra skierowała się w stronę Cieśniny Koreańskiej. „Bystryj” wchodził w skład 1. dywizjonu niszczycieli (wraz z „Bujnym”, „Brawym” i „Biedowym”), płynąc po lewej stronie pancerników 1. zespołu. Według wydanego przez Rożestwienskiego jeszcze 26 kwietnia?/9 maja rozkazu nr 244, niszczyciele w nadchodzącym starciu miały pełnić funkcję ratowniczą wobec pancerników, gotowe do przyjęcia na swe pokłady ich dowódców i sztaby w obliczu uszkodzeń odniesionych podczas wymiany ognia artyleryjskiego z siłami głównymi przeciwnika. Rosyjskie okręty zostały wykryte przez Japończyków rankiem 14 maja?/27 maja, którzy rozpoczęli przygotowania do bitwy. Około 10:00 główne siły Eskadry przyjęły szyk torowy, a krążowniki i niszczyciele miały osłaniać je przed spodziewanymi atakami torpedowców i niszczycieli wroga. Około godziny 13:00 rosyjskie siły główne przyjęły z powrotem szyk dwukolumnowy, a niszczyciele 1. dywizjonu („Bystryj”, „Bujnyj”, „Brawyj” i „Biedowyj”) wraz z krążownikami „Żemczug” i „Izumrud” zajęły pozycje po prawej stronie flagowego pancernika „Kniaź Suworow”. O 13:30 Rożestwienski nakazał zwrot w lewo i ponowne uformowanie sił głównych w jedną kolumnę, pociągając za sobą krążowniki i niszczyciele 1. dywizjonu. O 13:49 Rożestwienski wydał rozkaz otwarcia ognia w stronę wychodzących na kurs zbieżny pancerników japońskich z płynącym na czele „Mikasą”, które po kilku minutach również rozpoczęły ostrzał. W trakcie bitwy sił głównych „Bystryj” i „Biedowyj” miały służyć pomocą jednostce flagowej Rożestwienskiego, jednak trzymały się w oddali poza zasięgiem ognia przeciwnika i po uszkodzeniu „Kniazia Suworowa” dowódcę Eskadry i jego sztab zabrał na swój pokład „Bujnyj”. Po południu „Bystryj” i „Blestiaszczij” uczestniczyły w akcji ratowniczej załogi zatopionego pancernika „Oslabia”, wyławiając odpowiednio 10 i 8 osób.
Po zakończeniu dziennego boju rosyjska eskadra wykonała zwrot na południowy zachód, chcąc uniknąć japońskich nocnych ataków torpedowych. W nocy okręty Eskadry zostały rozproszone – okręt flagowy kadm. Enkwista „Oleg” przyspieszył do prędkości 18 węzłów i pociągnął za sobą pozostałe krążowniki i niszczyciele, które opuściły siły główne; większość okrętów nie mogła jednak utrzymać tej prędkości i zaczęły one w różnych miejscach zawracać (w tym „Bystryj”), przez co jednak nie zdążyły dotrzeć do sił głównych kadm. Niebogatowa przed atakiem japońskich niszczycieli i torpedowców. W trakcie japońskiego ataku część uszkodzonych okrętów nie była w stanie utrzymać prędkości 13 węzłów, jaką rozkazał rozwinąć Niebogatow i zaczęły zostawać w tyle (pancerniki „Sisoj Wielikij”, „Admirał Uszakow” i „Nawarin”, krążowniki „Dmitrij Donskoj” i „Swietłana” oraz niszczyciele „Bystryj”, „Bujnyj”, „Biedowyj” i „Groznyj”), oświetlając reflektorami morze w poszukiwaniu atakujących Japończyków. Około 22:30 rosyjskie okręty wyłączyły reflektory, których użycie zamiast pozytywnych dla zespołu efektów przyciągały tylko atakujące niszczyciele i torpedowce przeciwnika; w rezultacie uszkodzone jednostki zmierzały nadal w stronę Władywostoku (w tym „Swietłana” eskortowana przez „Bystrego”, płynące u wybrzeży Korei). Około godziny 8:00 15 maja?/28 maja, kiedy „Bystryj” i „Swietłana” znajdowały się na południowy zachód od wyspy Dagelet, zostały dostrzeżone przez krążowniki „Otowa” i „Niitaka” oraz niszczyciel „Murakumo”. Dowodzony przez kpt. mar. Ottona Richtera „Bystryj” miał właśnie rozpocząć przeładunek węgla ze „Swietłany”, lecz po dostrzeżeniu przeciwnika oba rosyjskie okręty rozpoczęły ucieczkę w stronę wybrzeży Korei. Szybsze jednostki japońskie dogoniły Rosjan w ogniem artyleryjskim zatopiły „Swietłanę”, od której odłączył się poruszający się z maksymalną prędkością „Bystryj”, za którym podążały „Niitaka” i „Murakumo”. Ścigany niszczyciel dotarł do wybrzeża Gyeongsangu Północnego, po czym wszedł na mieliznę w odległości 350 metrów od brzegu, wystrzeliwując wcześniej dwie niecelne torpedy w kierunku przeciwnika. Dowódca jednostki Otto Richter nakazał załodze opuszczenie okrętu i zniszczenie go za pomocą ładunków wybuchowych, czego dokonał pozostały na ochotnika na pokładzie torpedominer Piotr Gałkin. W wyniku ostrzału zginęło trzech członków załogi „Bystrego”, natomiast Gałkin został wzięty do niewoli przez „Murakumo”; 18 maja?/31 maja do niewoli trafiła też reszta załogi niszczyciela, wzięta do niej przez desant z krążownika pomocniczego „Kasuga Maru”. Okręt zatonął na pozycji 37°09′N 129°24′E/37,150000 129,400000.